# Ayano Sato
Ayano Sato (Japans: 佐藤 綾乃, Satō Ayano) (Kushiro, 10 december 1996) is een Japanse langebaanschaatsster.
In 2018 werd Sato olympisch kampioene op de ploegenachtervolging, in 2019 en 2020 werd ze wereldkampioen met de Japanse achtervolgingsploeg. Als gevolg van de Coronapandemie nam Sato in het seizoen 2020-2021, evenals andere Aziatische schaatsers, niet deel aan internationale wedstrijden. Individueel won ze in het seizoen 2021/2022 haar eerste wereldbekermedaille, brons op de 1500 meter.

## Records

### Persoonlijke records
| Afstand    | Tijd    | Datum            | Baan           |
| ---------- | ------- | ---------------- | -------------- |
| 500 meter  | 38,21   | 9 maart 2024     | Inzell         |
| 1000 meter | 1.16,58 | 27 oktober 2018  | Nagano         |
| 1500 meter | 1.51,46 | 5 december 2021  | Salt Lake City |
| 3000 meter | 4.03,42 | 7 februari 2020  | Calgary        |
| 5000 meter | 7.06,99 | 16 december 2022 | Calgary        |

(laatst bijgewerkt: 9 maart 2024)

### Wereldrecords
| #  | Afstand                    | Tijd    | Datum            | Baan           |
| -- | -------------------------- | ------- | ---------------- | -------------- |
| 1. | Achtervolging (6 ronden) * | 2.55,77 | 10 november 2017 | Heerenveen     |
| 2. | Achtervolging (6 ronden) * | 2.50,87 | 8 december 2017  | Salt Lake City |
| 3. | Achtervolging (6 ronden) * | 2.50,76 | 14 februari 2020 | Salt Lake City |

#### Wereldrecords laaglandbaan (officieus)
| Nr. | Afstand                    | Tijd    | Datum            | Baan       |
| --- | -------------------------- | ------- | ---------------- | ---------- |
| 1.  | Achtervolging (6 ronden) * | 2.55,77 | 10 november 2017 | Heerenveen |
| 2.  | Achtervolging (6 ronden) * | 2.53,89 | 21 februari 2018 | Gangneung  |
| 3.  | Achtervolging (6 ronden) * | 2.53,61 | 12 februari 2022 | Peking     |

|  | = huidig wereldrecord |

- * samen met Miho Takagi & Nana Takagi

## Resultaten
| Jaar | WK Allround            | WK Afstanden                                          | Olympische Spelen                                   | WK Junioren                                                       |
| ---- | ---------------------- | ----------------------------------------------------- | --------------------------------------------------- | ----------------------------------------------------------------- |
| 2013 |                        |                                                       |                                                     | 7e · (6e, 5e, 8e, 11e) · achtervolging                            |
| 2014 |                        |                                                       |                                                     | 8e (15e, 11e, 18e, 10e)                                           |
| 2015 |                        |                                                       |                                                     | 7e (22e, 12e, 16e, 10e) 8e massastart                             |
| 2016 |                        |                                                       |                                                     | 6e · (19e, 9e, 10e, 4e) · massastart · achtervolging · teamsprint |
| 2017 | NC10 (6e, 11e, 10e, -) | 20e 1500m 15e 3000m                                   |                                                     |                                                                   |
| 2018 |                        |                                                       | 8e 3000m · HF12 massastart · achtervolging          |                                                                   |
| 2019 | NC13 (9e, 15e, 12e, -) | 16e 1500m · 13e 3000m · 5e massastart · achtervolging |                                                     |                                                                   |
| 2020 | NC9 (5e, 10e, 8e, -)   | DQ massastart · achtervolging                         |                                                     |                                                                   |
|      |                        |                                                       |                                                     |                                                                   |
| 2022 | 8e · (, 10e, 7e, 8e)   |                                                       | 4e 1500m · 9e 3000m · 8e massastart · achtervolging |                                                                   |
| 2023 |                        | 10e 1500m · 10e 3000m · achtervolging                 |                                                     |                                                                   |
| 2024 | 7e · (, 10e, 6e, 8e)   | 5e 1500m 4e achtervolging                             |                                                     |                                                                   |
| 2025 |                        | 15e 1500m · 7e massastart · achtervolging             |                                                     |                                                                   |

(#, #, #, #) = afstandspositie op juniorentoernooi (500m, 1500m, 1000m, 3000m) of op allroundtoernooi (500m, 3000m, 1500m, 5000m).
NC10 = niet gekwalificeerd voor de laatste afstand, maar wel als 10e geklasseerd in de eindrangschikking
2006: Anschütz-Thoms/Friesinger/Opitz/Pechstein/Völker ·
2010: Anschütz-Thoms/Beckert/Friesinger-Postma/Mattscherodt ·
2014: Van Beek/Leenstra/Ter Mors/Wüst ·
2018: Kikuchi/Sato/M. Takagi/N. Takagi ·
2022: Blondin/Maltais/Weidemann